# Glauke (melische Nymphe)
Glauke (altgriechisch Γλαύκη Glaúkē) ist in der griechischen Mythologie eine der melischen Nymphen.
Diese Nymphen wurden geboren, als Kronos seinen Vater Uranos kastrierte und Blut auf die Erde tropfte. Aus der Verbindung der Tropfen mit der Erde (Gaia) entstanden diese Nymphen. Glauke ist einzig bei Tzetzes genannt.